# Тикоиротума, Асаэли
Асаэли Тикоиротума (фидж. Asaeli Tikoirotuma; 24 июня 1986, Сува, Фиджи) — фиджийский регбист, игрок национальной сборной Фиджи, выступающий на позициях крайнего и центрального трёхчетвертного.

## Клубная карьера
Свою профессиональную карьеру Тикоиротума начал в сборной города Уонгануи, выступавшей в новозеландском Хартленд Чемпионшипе, откуда в 2010 году попал для участия в кубке ITM в сборную провинции Манавату. Своей игрой Асаэли заслужил доверие главного тренера команды Дэйва Ренни, который после своего назначения в «Чифс» в 2012 году привлёк Тикоиротуму к играм за клуб из Супер Регби.
В первом же сезоне Асаэли выиграл с клубом чемпионат, победив 4 августа 2012 года в финале на своём домашнем стадионе Ваикато южноафриканский «Шаркс» со счётом 37-6. В следующем сезоне 2013 года с «Чифс» он снова одержал победу в турнире Супер Регби, на сей раз одолев в финальном матче «Брамбиз» 27-22.
5 июня 2014 года Асаэли подписал контракт с английским клубом «Харлекуинс», за который в сезоне 2014/15 сыграл лишь 13 неполных встреч.
6 мая 2015 года Тикоиротума перешёл в «Лондон Айриш».

## Карьера в сборной
В 2006 году Тикоиротума привлекался к играм за молодёжную сборную Фиджи по регби на молодёжном чемпионате мира, проходившем во Франции.
Первый свой вызов в основную сборную Фиджи Асаэли получил на Кубок тихоокеанских наций 2014 года, где 21 июня провёл свый матч за национальную команду против сборной Самоа.
31 августа 2015 года Тикоиротума был включён в состав фиджийцев на чемпионат мира 2015 года, на котором провёл три матча. 